# Томас Б. Алън
Томас Б. Алън (на английски: Thomas B. Allen) е американски журналист, изследовател и писател на произведения в жанра трилър и документалистика.

## Биография и творчество
Томас Бентън Алън е роден на 20 март 1929 г. в Бриджпорт, Кънектикът, САЩ. След завършване на гимназията в периода 1946-1952 и 1953-1963 г. работи като репортер към вестник „Бриджпорт Хералд“. В периода 1947-1949 г. учи в Университета във Феърфийлд.
На 5 юни 1950 г. се жени за Флорънс Макбрайд, керамик. Имат две деца.
През 1952 – 1953 г. отбива военната си служба във Военноморски флат като журналист. През 1955 г. получава бакалавърска степен по журналистика от Университета на Бриджпорт. В периода 1956 – 1963 г. работи във вестник „Ню Йорк Дейли Нюз“ в Ню Йорк. В периода 1963-1965 г. работи като редактор за търговските книги в „Chilton Book Co.“ във Филаделфия. От 1965 г. работи като редактор за „Нешънъл Джиографик“ във Вашингтон, а в периода 1974-1981 г. е главен редактор на асоциацията. В периода 1969-1970 г. е инструктор по английски език в Монтгомъри Колидж. От 1981 г. минава на свободна практика.
През 1965 г. е публикувана първата му документална книга „The Quest“.
Става много известен с книгата си „Possessed: The True Story of an Exorcism“ (Обладан: Истинската история на екзорсизъма) от 1993 г. Тя е преразказ на истинската история на тийнейджър от Маунт. Рейнджър, Мериленд, който през 1949 г. преминава през ритуал на екзорсизъм. Съветник за книгата е членът на екипа отец Уолтър Халоран и е по дневника на ръководителя отец Уилям Боудън и други йезуити. През 1997 г. по книгата и негов сценарий е направен документалния филм „In the Grip of Evil“. През 2000 г. по книгата е направен филмът „Обсебен“ с участието на Тимъти Долтън, Хенри Черни и Кристофър Плъмър.
По същата история писателят Уилям Питър Блати пише романа си „Заклинателят“ и е екранизиран филмът „Заклинателят“.
Автор е на над 35 документални книги. Голяма част от книгите му са в съавторство с писателя Норман Полмар, бивш военен, автор на книги за военноморските сили, авиацията и разузнаването. За документалните си произведения е удостоен с редица престижни литературни награди.
През 1973 г. е издаден първият му трилър „The Last Inmate“.
Томас Б. Алън живее със семейството си в Бетезда, Мериленд.
Синът му Роджър Макбрайд Алън също е писател, като пише в жанра научна фантастика и фантастичен трилър.

## Произведения

### Самостоятелни романи
- The Last Inmate (1973)
- A Short Life (1978)
- Ship of Gold (1982) – с Норман Полмар
- Fire & Innocence (1984)
- Masquerade of Hearts (1987) – с Шийла О'Халион
- Black Bridge China (1988)
- Murder in the Senate (1992) – с Уилям С. Коен

### Документалистика
- Shadows in the Sea: The Sharks, Skates, and Rays (1963) – с Харолд Маккормик и Уилям Янг
- with Harold W. McCormick and William E. Young), Chilton (Radnor, PA), 1963
- The Quest (1965)
- The World of the American Indian (1974)
- Vanishing Wildlife of North America (1974)
- We Americans (1975)
- Rickover (1982) – с Норман Полмар
- Earth's Amazing Animals (1983)
- War Games (1987)
- Guardian of the Wild (1987)
- Merchants of Treason (1988) – с Норман Полмар
- Walking to the Creek (1990)
- Treasures of the Tide (1990)
- World War II (1991) – с Норман Полмар
- The Blue and the Gray (1992)
- Possessed: The True Story of an Exorcism (1993)
- Climbing Kansas Mountains (1993) – с Джордж Шанън
- Offerings At the Wall (1995)
- Codename Downfall (1995) – с Норман Полмар
- Shadows in the Sea (1996)
- Spy Book: the encyclopedia of espionage (1996) – с Норман Полмар
Енциклопедия на шпионажа, изд.: ИК „Труд“, София (2001), прев. Цветана Генчева, Радко Радев
- Encyclopedia of Espionage (1997) – с Норман Полмар
- Animals of Africa (1997)
- America from Space (1998)
- The Shark Almanac (1999)
- The Washington Monument (2000)
- Shark Attacks (2001)
- Remember Pearl Harbor (2001)
- George Washington, Spymaster (2003)
- Why Truman Dropped the Atomic Bomb on Japan (2003) – с Норман Полмар
- The Bonus Army (2004) (with Paul Dickson)
- Harriet Tubman, Secret Agent (2006)
- Remember Valley Forge (2007)
- Declassified (2008)
- Mr. Lincoln's High-Tech War (2009) – с Роджър Макбрайд Алън
- Time Capsule: The Book of Record (2010) – с Роджър Макбрайд Алън
- Tories (2010)
- The First Mormon Candidate (2012)

### Екранизации
- 1997 In the Grip of Evil – документален ТВ филм
- 2000 Обсебен, Possessed – ТВ филм, по романа „Possessed: The True Story of an Exorcism“
- 2006 The March of the Bonus Army – документален ТВ филм